# آداب (سلوك)

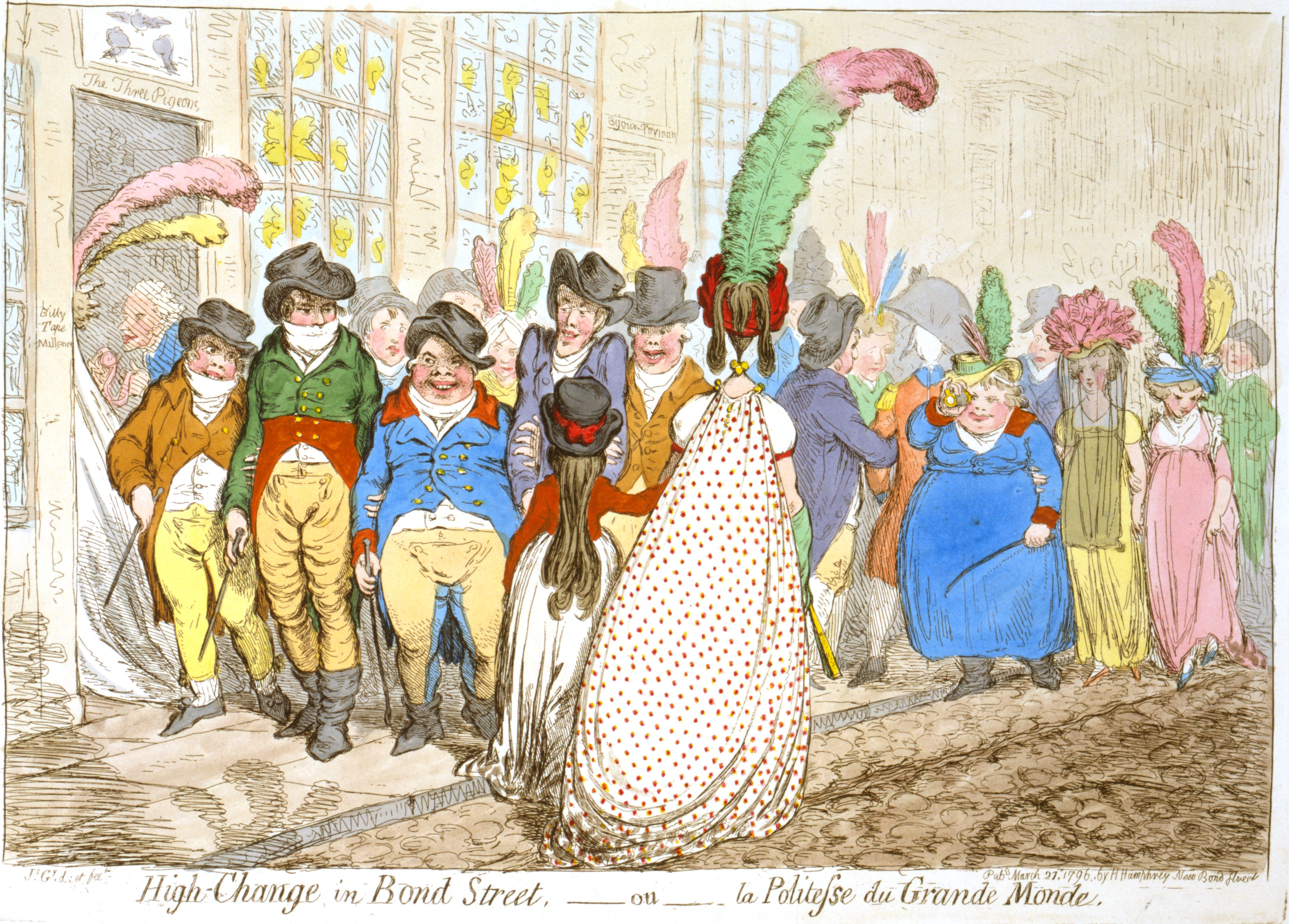
رسمة لتغير كبير في شارع بوند في لندن في إنجلترا في بريطانيا سنة 1796 م؛ بحيث يقدم فيها جيمس جيلراي بريشته رسماً كاريكاتيرياً يوضح فيه نقص (ذوق التصرف في الأماكن العامة) لدى مجموعة من «النساء» الذين يتزاحمون غالقين الشارع أمام مجموعة من «الرجال».

الآدَاب مصطلح يعني «احترام النفس واحترام الآخرين وحسن التعامل معهم»، ويعني أيضاً «الآداب الاجتماعية والآداب السلوكية واللباقة وفن التصرف في المواقف الحرجة»، كما يعني أيضاً «الآداب العامة في التعامل مع الأشياء ومرجعيتها هي الثقافة الإنسانية الشاملة التي قلما تختلف من بلد إلى آخر».

## أصل الكلمة
الإتيكيت (باللغة الفرنسية: Étiquette)، وتنطق إيتيكيت وقد تم تحويل هذا المصطلح من اللغة الفرنسية إلى اللغة العربية أو تم تعريب هذا المصطلح من اللغة الفرنسية إلى اللغة العربية ويرادفه أو يقابله في اللغة العربية مصطلح ذوق أو الذوق.

## الذوق تاريخاً
(تاريخياً) هو «آداب المعاشرة وقواعد التشريفات وسمة الاحترام ودليل يحكم السلوك الاجتماعي طبقاً للمعيار التقليدي المعاصر في المجتمع لدى الطبقة المعاصرة أو المجموعة المعاصرة»، وغالباً ما يكون غير مكتوب وأحياناً يكون في الشكل المكتوب، كما أن الذوق غالباً ما يكون انعكاساً لسلوك وتقاليد المجتمع ومن الممكن أن يكون انعكاساً لرمز أخلاقي داخلي أو أن ينمو أكثر مثل الموضة؛ ففي بريطانيا مثلاً وفي القرن الثامن عشر الميلادي ظهرت أفعال عديمة الجدوى مثل أسلوب أو كيفية حمل كوب الشاي والذي أصبح مرتبطاً بالطبقة الراقية لهذا فإنه الآن يشار إلى هذا التصرف أو السلوك بالثقافة لأنه ليس شيئاً عالمياً ولكنه مختص بالمجتمع أكثر، وفي بريطانيا أيضاً يعود مصطلح الذوق في جذوره إلى القرن الثامن عشر الميلادي وحينما أصبحت بريطانيا قوة عالمية في القرن التاسع عشر الميلادي اتسع مصطلح الذوق لديهم ليصبح معناه «الحياة كما ينبغى أن تكون» خلال عهد ملكتهم فيكتوريا.

## الذوق عند العرب

### ذوق المصافحة بالأيدي
عند (القوقازيين البيض عرقياً العرب إثنياً في المشرق والمغرب) وأحياناً فإن المصافحة بالأيدي تعتمد على مستوى الشخص ومدى المعرفة به إلا أنه وغالباً فإن المصافحة بالأيدي بين الأفراد هي الشائعة وتكون طويلة ومصحوبة بابتسامة عابرة واتصال بصري وبمجرد تطور العلاقات فمن المفضل عندهم المصافحة بالأيدي والتقبيل على الخد.

## الذوق في الإسلام

### ذوق المصافحة بالأيدي
قال النبي محمد «ما من مسلمين يلتقيان فيتصافحان إلا غفر لهما قبل أن يفترقا».

### الذوق بشكل عام
في (الإسلام) دلت أحكامه على أنواع عديدة من الذوق فمن ذوق الطعام حديث «يَا غُلَامُ سَمِّ اللَّهَ وَكُلْ بِيَمِينِكَ وَكُلْ مِمَّا يَلِيكَ»  ومن ذوق المقابلات والمحادثات حديث «تَبَسُّمُك فِي وَجْهِ أَخِيك صَدَقَةٌ»  وآية «فَإِذَا طَعِمْتُمْ فَانْتَشِرُوا»  ومن ذوق العلاقات الزوجية كافة الأحاديث التي توجه بحسن معاملة الزوجة والإحسان إليها ومنها حديث «رِفْقًا بِالْقَوَارِيرِ»  وحديث النهي عن معاشرة الزوجة دون مداعبة؛ وإلى غير ذلك من الأنواع العديدة الأخرى من الذوق التي دل عليها وأمر بها (الإسلام) كبذل أو تقديم الهدايا وبر الوالدين وصلة الرحم وإكرام الضيف والإحسان إلى الجار والإحسان إلى الناس عامة؛ فهذا ما أخبرنا به (الإسلام).